# لاخچایدا
لاخچایدا (به لاتین: Lakhchayda) یک منطقهٔ مسکونی در روسیه است که در داغستان واقع شده‌است.